# Singhiella bassiae
Singhiella bassiae és una espècie d'hemípter del gènere Singhiella, de la família dels Aleiròdids.
Va ser descrita científicament per primera vegada per David & Subramaniam el 1976.